# 岩おこし

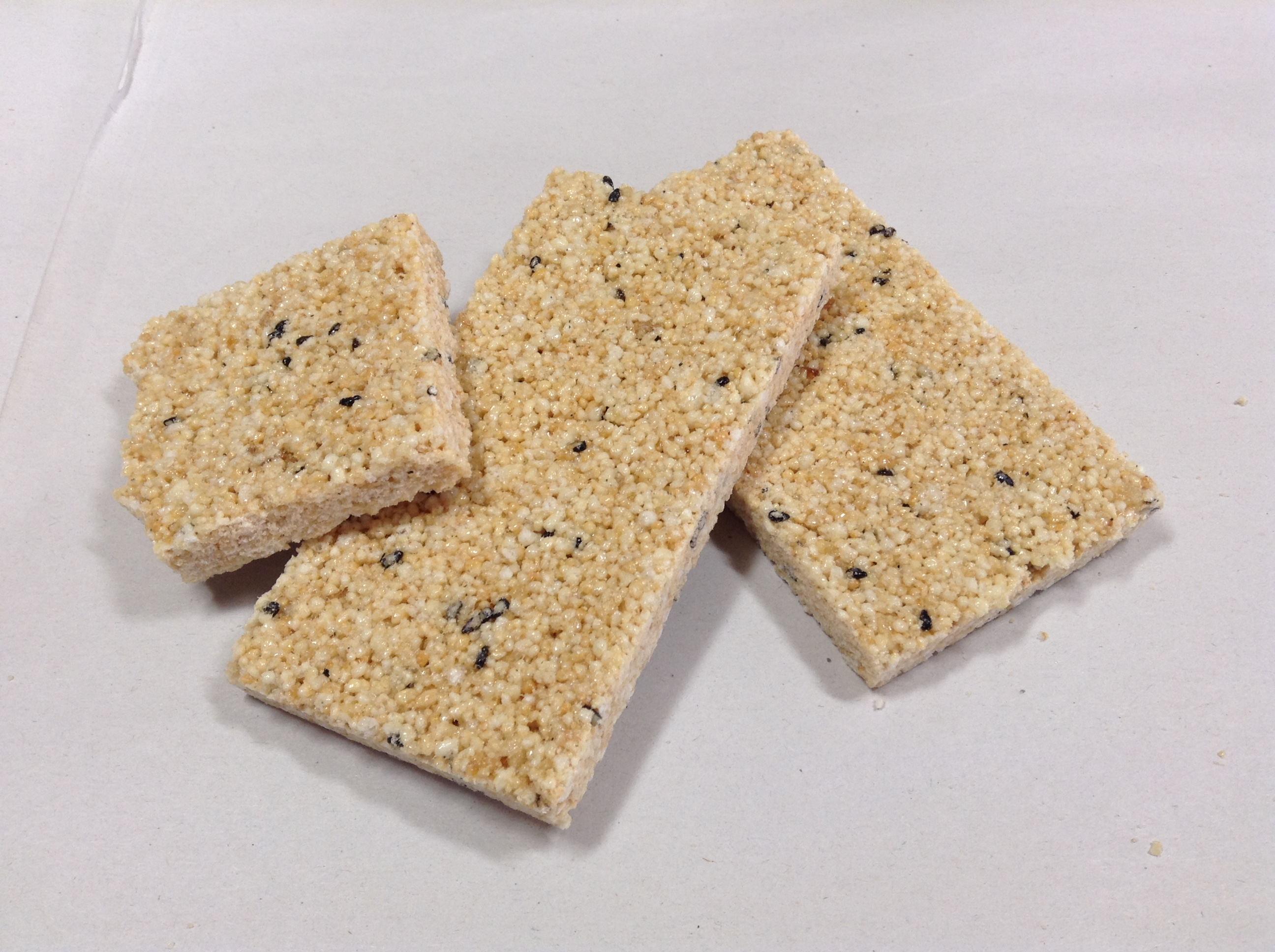
岩おこし

岩おこし（岩粔籹、いわおこし）は大阪府の名物菓子。米を原料とする菓子（米菓）である。
砕いた米に水飴等で作ったシロップと、生姜、ゴマなどを混ぜて固めたもの。粟おこしと比べ米粒がやや細かく、一般的に味付けには黒砂糖や生姜を使用している（ただしメーカーにより若干異なる）。粟おこしと比べ、米粒をより細かく砕いているため密に固まっており、より歯ごたえがある。
軽くて日持ちがするため大阪土産の菓子として古くから親しまれている。

## 歴史と由来
江戸時代中期において、庶民には米は高価だったことから、一般の「粟おこし」は「粟」や「ハトムギ」から作られていた。当時の大阪は商業地として発展し、米相場が開かれ、米・飴・砂糖の入手しやすかった状況があり、大阪人の食に対する創意工夫から、食材として米が注目され、粟の代わりに米を細かく砕いて作った米の粟おこしを開発したところ、評判を得たのが始まりとされている。（江戸時代に編纂された百科事典である『和漢三才図会』に製法が記載されている。）
。
豊臣秀吉の大坂城築城により大阪は繁栄し「身を起こし、家を起こし、国を起こす」縁起の良い食べ物として人気を博していた。名前については、江戸時代に大阪の町で運河工事の際に大きな岩がたくさん出てきたことから「大阪の掘り起こし、岩起こし」 という大阪人の駄洒落に由来し、その固さにちなんで「岩おこし」の名が付けられた。
大阪の粟おこし、岩おこしには梅鉢の御紋が入れられるのが通例だが、これは太宰府に流される菅原道真が、潮待ちのため現在の大阪市上汐辺りで休憩していた時に、同情した老婆が菓子を献上すると、菅家の梅鉢の御紋が入った自分の着物の袖を老婆に与えて、感謝したことが始まりとされる。